# كيث مويلا
كيث مويلا (بالإنجليزية: Keith Mwila)‏ (مواليد 1950) هو ملاكم زامبي، مثّل بلاده في الألعاب الأولمبية الصيفية 1984.

## روابط خارجية
كيث مويلا على موقع بوكس ريك (الإنجليزية) (registration required)
- كيث مويلا على موقع اللجنة الأولمبية الدولية (الإنجليزية)
- كيث مويلا على موقع أوليمبيديا (الإنجليزية)